# Nephelolychnis velata
Nephelolychnis velata är en fjärilsart som beskrevs av Edward Meyrick 1933. Nephelolychnis velata ingår i släktet Nephelolychnis och familjen Crambidae. Inga underarter finns listade i Catalogue of Life.